# The County Chairman (film 1935)
The County Chairman è un film del 1935 diretto da John G. Blystone, tratto dal lavoro teatrale di George Ade. Versione sonora del film muto The County Chairman diretto da Allan Dwan. Prodotto dalla Fox Film Corporation, uscì in sala l'11 gennaio 1935.

## Produzione
Il film fu prodotto dalla Fox Film Corporation.

## Distribuzione
Distribuito dalla Fox Film Corporation, uscì nelle sale cinematografiche USA l'11 gennaio 1935.